# 1996-os Formula–1 európai nagydíj
Az európai nagydíj volt az 1996-os Formula–1 világbajnokság negyedik futama.

## Futam
| Helyezés | #  | Versenyző             | Csapat/Motor       | Futott körök | Idő/Kiesés oka  | Rajthely | Pontszám |
| -------- | -- | --------------------- | ------------------ | ------------ | --------------- | -------- | -------- |
| 1        | 6  | Jacques Villeneuve    | Williams-Renault   | 67           | 1:33:26,473     | 2        | 10       |
| 2        | 1  | Michael Schumacher    | Ferrari            | 67           | +0,762          | 3        | 6        |
| 3        | 8  | David Coulthard       | McLaren-Mercedes   | 67           | +32,834         | 6        | 4        |
| 4        | 5  | Damon Hill            | Williams-Renault   | 67           | +33,511         | 1        | 3        |
| 5        | 11 | Rubens Barrichello    | Jordan-Peugeot     | 67           | +33,713         | 5        | 2        |
| 6        | 12 | Martin Brundle        | Jordan-Peugeot     | 67           | +55,567         | 11       | 1        |
| 7        | 14 | Johnny Herbert        | Sauber-Ford        | 67           | +1:18,027       | 12       |          |
| 8        | 7  | Mika Häkkinen         | McLaren-Mercedes   | 67           | +1:18,438       | 9        |          |
| 9        | 4  | Gerhard Berger        | Benetton-Renault   | 67           | +1:21,061       | 8        |          |
| 10       | 10 | Pedro Diniz           | Ligier-Mugen-Honda | 66           | +1 kör          | 17       |          |
| 11       | 16 | Ricardo Rosset        | Footwork-Hart      | 65           | +2 kör          | 20       |          |
| 12       | 20 | Pedro Lamy            | Minardi-Ford       | 65           | +2 kör          | 19       |          |
| 13       | 21 | Giancarlo Fisichella  | Minardi-Ford       | 65           | +2 kör          | 18       |          |
| Kizárva  | 19 | Mika Salo             | Tyrrell-Yamaha     | 66           | Kizárva         | 14       |          |
| Kizárva  | 18 | Katajama Ukjó         | Tyrrell-Yamaha     | 65           | Kizárva         | 16       |          |
| Kiesett  | 15 | Heinz-Harald Frentzen | Sauber-Ford        | 59           | Fékek           | 10       |          |
| Kiesett  | 17 | Jos Verstappen        | Footwork-Hart      | 38           | Motorhiba       | 13       |          |
| Kiesett  | 9  | Olivier Panis         | Ligier-Mugen-Honda | 6            | Baleset         | 15       |          |
| Kiesett  | 2  | Eddie Irvine          | Ferrari            | 6            | Elektronika     | 7        |          |
| Kiesett  | 3  | Jean Alesi            | Benetton-Renault   | 1            | Baleset         | 4        |          |
| NK       | 23 | Andrea Montermini     | Forti-Ford         |              | 107%-os szabály | 21       |          |
| NK       | 22 | Luca Badoer           | Forti-Ford         |              | 107%-os szabály | 22       |          |

## A világbajnokság élmezőnyének állása a verseny után
| H  | Versenyzők         | Pont | H  | Konstruktőrök    | Pont |
| -- | ------------------ | ---- | -- | ---------------- | ---- |
| 1. | Damon Hill         | 33   | 1. | Williams-Renault | 55   |
| 2. | Jacques Villeneuve | 22   | 2. | Ferrari          | 16   |
| 3. | Jean Alesi         | 10   | 3. | Benetton-Renault | 13   |
| 4. | Michael Schumacher | 10   | 4. | McLaren-Mercedes | 9    |
| 5. | Eddie Irvine       | 6    | 5. | Jordan-Peugeot   | 6    |

## Statisztikák
Vezető helyen:
- Jacques Villeneuve: 67 (1-67)

Jacques Villeneuve 1. győzelme, Damon Hill 14. pole-pozíciója, 14. leggyorsabb köre.
- Williams 87. győzelme.